# كريس إدواردز (سياسي)
كريس إدواردز (بالإنجليزية: Chris Edwards)‏ هو سياسي أمريكي، ولد في 1965 في سليبي هالو في الولايات المتحدة. حزبياً، نشط في الحزب الجمهوري. وقد انتخب عضو المجلس النيابي لولاية نيفادا.

## وصلات خارجية
- الموقع الرسمي